# Milówka (województwo małopolskie)
Milówka – wieś w Polsce położona w województwie małopolskim, w powiecie tarnowskim, w gminie Wojnicz.
W latach 1975–1998 miejscowość administracyjnie należała do województwa tarnowskiego.

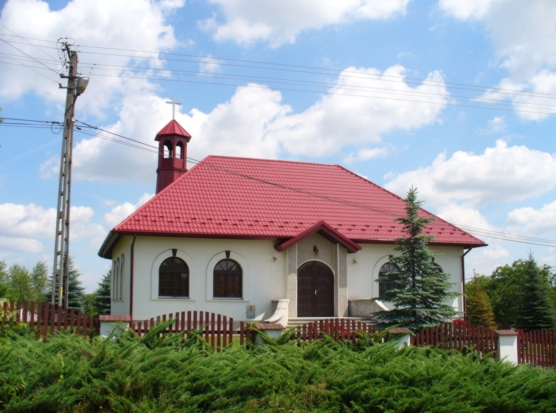
Kościół w Milówce